# Soyouz MS-14
Soyouz MS-14 (en russe : Союз МС-14) est une mission spatiale dont le lancement a lieu le 22 août 2019. C'est un vol inhabité, car un lanceur Soyouz 2.1a est utilisé pour la première fois pour lancer le vaisseau Soyouz MS.

## Contexte
Les vaisseaux habités Soyouz et cargo Progress sont lancés par des lanceurs Soyouz U.
Après l'échec de Progress M-27M, premier lancement d'un lanceur Soyouz 2.1a, l'agence spatiale russe Roscosmos veut prendre le maximum de précautions pour le premier vol du vaisseau habité Soyouz par un lanceur Soyouz 2.1a, et décide ce vol inhabité. 
Skybot F-850 ou Fedor, un robot humanoïde de 160 kg, est transporté lors de ce voyage vers l'ISS, dans le siège du commandant de vol (celui du centre).

## Déroulement de la mission
Le lancement a lieu le 22 août 2019 à 3 h 38 UTC par une fusée Soyouz-2.1a depuis le cosmodrome de Baïkonour.
Après un vol de deux jours et un rendez-vous avec l'ISS, le Soyouz MS-14 doit s'amarrer le 24 août avec le module de recherche Poisk de la station internationale à 05 h 30 TU. Au cours de la phase finale de l'approche du Soyouz MS-14 vers l'ISS, le système de rendez-vous Kours n'a pas réussi à se verrouiller sur la station et le vaisseau n'a pas été en mesure de s'amarrer. Le commandant de l'expédition 60, Alekseï Ovtchinine, a ordonné au MS-14 d'interrompre son amarrage. Le Soyouz MS-14 a reculé et s'est éloigné de la station spatiale internationale à une distance de sécurité où il reste 72 heures. Durant ce temps, les contrôleurs de vol russes résolvent le problème avec le système Kours. Le Soyouz MS-13 amarré au module Zvezda s'est désamarré le 26 août à 03 h 35 TU pour s'amarrer au module de recherche Poisk le 26 août à 03 h 59 TU. Le Soyouz MS-14 avec 1 450 lbs de cargo s'est amarré le 27 août à 03 h 08 TU au module de service Zvezda de l'ISS. Le robot Fedor a pu débarquer dans la station.
La capsule du Soyouz MS-14, avec Fedor à son bord, a atterri le 6 septembre 2019 à 21 h 32 TU dans les steppes du Kazakhstan.